# Canton de Verny
Le canton de Verny est une ancienne division administrative française qui était située dans le département de la Moselle en région Lorraine.

## Géographie
Ce canton est organisé autour de Verny et était situé dans l'arrondissement de Metz-Campagne jusqu'au 31 décembre 2014. Son altitude varie de 167 m (Cuvry) à 396 m (Lorry-Mardigny) pour une altitude moyenne de 241 m.

## Histoire
Comme les autres communes de l'actuel département de la Moselle, le canton de Verny est annexé à l’Empire allemand après la Guerre franco-allemande de 1870. Il intègre alors l'arrondissement de Metz-Campagne, avec les cantons de Metz (canton de Briey excepté), Gorze (en partie), Metz I, Metz II, Metz III, Pange et Vigy. Au cours de la seconde Guerre mondiale, le 2 août 1940, l'arrondissement de Metz-campagne est rebaptisé "Landkreis Metz" et les noms de lieux, germanisés en  septembre 1915, sont rétablis.

## Administration

### Conseillers généraux de 1833 à 2015
| Période | Période          | Identité                      | Étiquette              | Qualité |
| ------- | ---------------- | ----------------------------- | ---------------------- | --- |
| 1833    | 1848             | Jean-François Génot           | Majorité ministérielle | Juge suppléant au Tribunal de Metz Député (1831-1837) Conseiller municipal de Metz |
| 1848    | 1867 (décès)     | Dominique Terminaux           |                        | Ancien greffier de la justice de paix à Verny |
| 1867    | 1871             | Henri Maguin (1830-1876)      |                        | Docteur en droit Avocat, agronome, conférencier Président du Comice Agricole de la Moselle Président de l'Académie de Metz Membre de l'Académie de Stanislas Propriétaire à Louvigny        |
| 1871    | 1919             | Annexion allemande            |                        | |
| 1919    | 1922             | Charles Cabayot               | URL                    | Propriétaire à Alémont, commune de Saint-Jure |
| 1922    | 1939 (décès)     | Chanoine Charles Ritz         | FL-URD                 | Directeur du journal Le Lorrain à Metz |
| 1939    | 1940             | Émile Obellianne              | FR                     | Cultivateur Maire de Magny |
| 1940    | 1944             | Annexion allemande            |                        | |
| 1945    | 1958             | Émile Dumont                  | DVD                    | Maire de Coin-lès-Cuvry |
| 1958    | 1970             | Auguste Lespagnol (1905-1987) | DVD                    | Cultivateur Maire de Cuvry |
| 1970    | 1982             | Jean Walgenwitz (1931-1993)   | CD puis UDF            | Maire de Solgne |
| 1982    | 1983 (démission) | Bernard Lincks                | RPR                    | |
| 1983    | 1988             | Jean Walgenwitz               | UDF-CDS                | Maire de Solgne |
| 1988    | 2001             | Gilbert Jansem (1931-2018)    | UDF                    | Cadre à la SNCF Maire de Marly (1984-2001) |
| 2001    | 2015             | Jean François                 | DVD puis UMP           | Principal de collège Conseiller municipal de Saint-Jure Vice-président du conseil général - Député suppléant de Denis Jacquat depuis 2012 Elu en 2015 dans le Canton des Coteaux de Moselle |

### Conseillers d'arrondissement (de 1833 à 1940)
Le canton de Verny avait deux conseillers d'arrondissement jusqu'en 1928.
| Période                                  | Période | Identité                  | Étiquette | Qualité |
| ---------------------------------------- | ------- | ------------------------- | --------- | --- |
| 1833                                     |         | François Louis            |           | Notaire à Vigny                                                                                             |
|                                          |         |                           |           | |
| 1848                                     |         | M. de Chérisey fils       |           | Maire de Chérisey                                                                                           |
|                                          |         |                           |           | |
| 1919                                     | 1940    | Edmond Hennequin          | URL       | Cultivateur, propriétaire à Cheminot                                                                        |
| 1919                                     | 1928    | Auguste Chéry (1886-1929) | URL       | Propriétaire à Coin-lès-Cuvry                                                                               |
| 1940                                     |         |                           |           | Les conseils d'arrondissement ont été suspendus par la loi du 12 octobre 1940 et n'ont jamais été réactivés |
| Les données manquantes sont à compléter. |         |                           |           | |

## Composition
Le canton de Verny groupe 36 communes et compte 30 121 habitants (recensement de 2012 sans doubles comptes).
| Communes           | Population (2012) | Code postal | Code Insee |
| ------------------ | ----------------- | ----------- | ---------- |
| Buchy              | 119               | 57420       | 57116      |
| Cheminot           | 684               | 57420       | 57137      |
| Chérisey           | 275               | 57420       | 57139      |
| Chesny             | 559               | 57245       | 57140      |
| Coin-lès-Cuvry     | 691               | 57420       | 57146      |
| Coin-sur-Seille    | 304               | 57420       | 57147      |
| Cuvry              | 801               | 57420       | 57162      |
| Féy                | 627               | 57420       | 57212      |
| Fleury             | 1 024             | 57420       | 57218      |
| Foville            | 106               | 57420       | 57231      |
| Goin               | 328               | 57420       | 57251      |
| Jury               | 1 120             | 57245       | 57351      |
| Liéhon             | 106               | 57420       | 57403      |
| Lorry-Mardigny     | 638               | 57420       | 57416      |
| Louvigny           | 857               | 57420       | 57422      |
| Marieulles         | 678               | 57420       | 57445      |
| Marly              | 9 829             | 57155       | 57447      |
| Mécleuves          | 1 170             | 57245       | 57454      |
| Moncheux           | 147               | 57420       | 57472      |
| Orny               | 367               | 57420       | 57527      |
| Pagny-lès-Goin     | 264               | 57420       | 57532      |
| Peltre             | 1 834             | 57245       | 57534      |
| Pommérieux         | 715               | 57420       | 57547      |
| Pontoy             | 400               | 57420       | 57548      |
| Pouilly            | 663               | 57420       | 57552      |
| Pournoy-la-Chétive | 647               | 57420       | 57553      |
| Pournoy-la-Grasse  | 560               | 57420       | 57554      |
| Sailly-Achâtel     | 244               | 57420       | 57605      |
| Saint-Jure         | 313               | 57420       | 57617      |
| Secourt            | 213               | 57420       | 57643      |
| Sillegny           | 429               | 57420       | 57652      |
| Silly-en-Saulnois  | 34                | 57420       | 57653      |
| Solgne             | 1 092             | 57420       | 57655      |
| Verny              | 1 925             | 57420       | 57708      |
| Vigny              | 316               | 57420       | 57715      |
| Vulmont            | 42                | 57420       | 57737      |

## Démographie
| 1962  | 1968  | 1975   | 1982   | 1990   | 1999   | 2011   | 2012   |
| ----- | ----- | ------ | ------ | ------ | ------ | ------ | ------ |
| 8 383 | 9 868 | 17 885 | 24 640 | 25 653 | 27 579 | 29 922 | 30 121 |